# Humberto Pinheiro
Humberto Pinheiro ( Paysandú, Uruguay, 29 de julio de 1934 ) es un contrabajista dedicado al género del tango que fue el creador y uno de los integrantes del conjunto Tango Trío, de larga trayectoria musical.

## Primeros años
En 1938 sus padres y tres hermanos mayores se radicó en Argentina donde su padre, que era violinista y contrabajista, trabajó con las orquestas de Ricardo Pedevilla, Félix Guillán y Anselmo Aieta.
Vivían en San Fernando pero a los 2 años una gran crecida del río los obligó a dejar su casa y aceptar la oferta de una amiga de la dueña de casa para que su mamá fuera a cuidar una quinta que pertenecía al general Alejandro Agustín Lanusse,lo que hicieron durante 6 años hasta que la misma se vendió. Cursó la escuela primaria en el colegio San José de Victoria y cuando se mudaron a Lanús empezó el secundario pero dejó para trabajar en distintos puestos, ya que fue desde cadete en la sede del Rowing Club en la Bolsa de Comercio hasta vendedor de la sastrería Costa Grande , en Corrientes y Esmeralda. Pinheiro, a los 5 ya ensayaba con la guitarra, a los 16 comenzó a ensayar con el contrabajo del padre y después empezó a estudiar este instrumento con un amigo del padre que trabajaba en el Teatro Colón y, más adelante, con Fernando Cabarcos.

## Actividad profesional
Debutó como músico profesional con el tango, a los 17 años, en la confitería Gran Sur, frente a la plaza de Lanús.Trabajó en el conjunto de Humberto Juárez, luego en el de Ernesto Rossi, en el de Enrique Alessio, en el cuarteto de Jorge Pracánico, con Lucio Demare durante 4 años y con Aníbal Troilo. En 1966 creó el Tango Trío, un grupo con el propósito de acompañar a cantantes y bailarines dentro y fuera del país. Así, en 1971 acompañó a Hugo del Carril, en sus giras por Venezuela y Colombia, a Raúl Lavié en el Manhattan Center de Nueva York. Al año siguiente fueron a Chile y, en 1973, a México y al Carnegie Hall de Nueva York. También estuvieron tocando en la Universidad de Washington, en Brasil y, en 1978, volvieron a México y permanecieron allí seis años contratados por Televisa. Luego hubo más giras por Perú, Colombia y Venezuela y en 1985 y 1988 actuaron en un show en el Hotel Sheraton de Egipto y también estuvieron trabajando en países del Caribe.
Con Rubén Juárez, se presentaron en Brasil, Costa Rica, El Salvador, México, Miami, Perú, Guatemala, Alemania, Austria y Suiza. En Toulouse, Francia, acompañaron a los bailarines Gloria y Eduardo. Otros cantantes a los que acompañaron fueron Oscar Alonso, Charlo, Ruth Durante, Roberto Goyeneche, María Graña, Hugo Marcel, Nito Mores, Néstor Fabián, Gabriel Reynal, Edmundo Rivero, Floreal Ruiz y también a Alba Solís en la película Carne, de Armando Bo. Entre 2004 y 2006, tocaron en El Viejo Almacén, Caño 14 y Michelangelo. El Trío hizo cantidad de grabaciones como acompañantes y, en 1968, grabó un disco propio con su integración inicial: Pinheiro, el guitarrista Rubén Castro y el bandoneonista Walter Ríos; más adelante a este último lo fueron reemplazando en distintos momentos, Dino Saluzzi, Néstor Marconi, Julio Esbrez, Quique Greco, Julio Pane y Lisandro Adrover.

## Obras registradas en SADAIC
Las siguientes obras están registradas en SADAIC a nombre de Humberto Pinheiro:
- Amaré su canción en colaboración con Oscar Alberto Vázquez (1976)
- Así lo siento yo en colaboración con Norberto Horacio Ramos (1986)
- Como si fuera amor en colaboración con Norberto Horacio Ramos (1986)
- Del Tango Trío en colaboración con Norberto Horacio Ramos (1986)
- Entre vueltas y valses en colaboración con Norberto Horacio Ramos (1986)
- Fantasía nocturna en colaboración con Osvaldo Fernández  (1993)
- Pa la barra del cuarenta en colaboración con Norberto Horacio Ramos (1986)
- Un pibe por las calles en colaboración con Roberto Castro y Rubén Oscar Castro  (1978)
- Uruguaya había de ser en colaboración con Norberto Horacio Ramos (1986)